# Dudley Do-Right
Dudley Do-Right (br.: Polícia Desmontada) é um filme estadunidense de 1999 do gênero comédia, co-escrito e dirigido por Hugh Wilson. O outro co-roteirista foi Jay Ward que se baseou na série animada homônima segmento de The Rocky and Bullwinkle Show de sua autoria, conhecida no Brasil como "Janota age certo". As locações foram em Vancouver, Colúmbia Britânica no Canadá.  

## Elenco principal
- Brendan Fraser...Dudley Do-Right (chamado no Brasil de Dudley Certinho ou Direitinho)
- Sarah Jessica Parker...Nell Fenwick
- Alfred Molina...Snidely Whiplash
- Eric Idle...Minerador Kim J. Darling
- Robert Prosky...Inspetor Fenwick
- Alex Rocco...chefe Kumquat
- C. Ernst Harth...Shane
- Kathie Lee Gifford...ela mesmo
- Regis Philbin...ele mesmo

## Sinopse
Em Vale Semi-Feliz, três crianças dizem o que farão ao crescer e quando isso acontece, percebe-se que conseguiram o que pretendiam. Dudley se tornara um oficial da Real Polícia Montada do Canadá, Nell saíra para conhecer o mundo e Snidely virou um bandido.
Snidely dá início a um plano complicado que consiste em espalhar que em Vale Semi-Feliz há ouro, ao mesmo tempo que força os proprietários do lugar a venderem as terras para ele. Logo ele muda o nome da cidade para "Whiplash City" e começa a explorar com vários negócios as hordas de garimpeiro que se dirigem para ali. 
Dudley descobre a farsa de Snidely mas acaba sendo despedido por pressão do vilão. Contudo, com a ajuda de um mentor, o minerador Darling, e de uma tribo de índios, Dudley retorna à cidade para combater o vilão.